# AEK Athènes FC (féminines)
La section féminine de l'AEK Athènes FC est un club féminin de football grec basé à Néa Filadélfia dans l'Attique, la région d'Athènes.

## Histoire
L'équipe féminine de l'AEK est créée en 2021 et commence en troisième division. Elles terminent en tête de leur groupe avec 8 victoires en autant de matches et grimpent en deuxième division. En 2022-2023, elles terminent invaincues, à nouveau en tête de leur groupe, et sont donc promues en première division.
Pour sa première saison dans l'élite, en 2023-2024, le club, renforcé par quelques internationales grecques, termine à la sixième place. En coupe, l'AEK crée l'exploit en atteignant la finale et ne chute qu'aux tirs au but face au géant du football féminin grec, le PAOK (1-1, 5-4).
Quelques mois plus tard, lors de la quatrième journée de la saison 2024-2025, l'AEK décroche une victoire historique en dominant le PAOK 3-0.

## Palmarès
- Championnat de Grèce
  - Champion : 2025

- Coupe de Grèce
  - Finaliste : 2024